# 1943 في إيطاليا
فيما يلي قوائم الأحداث التي وقعت خلال عام 1943 في إيطاليا.

## أحداث
- 9 يوليو – غزو صقلية

## سياسة

### تعيين في المنصب
- 23 سبتمبر – رودولفو غراتسياني وزير الدفاع  [لغات أخرى]‏.

### انتهاء فترة المنصب
- 1 يناير – جيوفاني جنتيلي Director of the Scuola Normale Superiore ‏.

## مواليد

### يناير
- 1 يناير – أنتونيو يوليانو لاعب كرة قدم إيطالي.
- 25 يناير – أمبروجيو بورتالوبي درّاج طريق إيطالي.

### فبراير
- 13 فبراير – فريدريش كريستيان دليوس
- 24 فبراير – جيجي ميروني لاعب كرة قدم إيطالي.

### مارس
- 4 مارس – لوتشو دالا مغني إيطالي.
- 5 مارس – لوتشو باتيستي مغني إيطالي.
- 8 مارس – فاليريو ماسيمو مانفريدي
- 13 مارس – جانكارلو دي سيستي لاعب ومدرب كرة قدم إيطالي.
- 13 مارس – جياني موتا درّاج طريق إيطالي.
- 19 مارس – ماريو مونتي
- 29 مارس – باولا بينيتي سياسية إيطالية.

### أبريل
- 25 أبريل – أنجلو أنكويليتي لاعب كرة قدم إيطالي.
- 26 أبريل – فيروتشيو مانزا درّاج طريق إيطالي.

### مايو
- 18 مايو – جورجيو سكوينزي مليونير ورجل أعمال إيطالي ومالك نادي ساسولو لكرة القدم..
- 30 مايو – فرانشيسكو ريزو لاعب كرة قدم إيطالي.

### يونيو
- 10 يونيو – لويجي رونكاليا درّاج طريق إيطالي.
- 18 يونيو – سيلفيا كارا
- 28 يونيو – بيترو غيرا درّاج طريق إيطالي.

### يوليو
- 7 يوليو – توتو كوتونيو موسيقي إيطالي.
- 13 يوليو – فابريزيو بوليتي لاعب كرة قدم إيطالي.
- 13 يوليو – كارلو تافيكيو لاعب كرة قدم إيطالي.
- 30 يوليو – جيوفاني جوريا سياسي إيطالي.

### أغسطس
- 13 أغسطس – والتر فيلا متسابق دراجات نارية إيطالي.
- 18 أغسطس – جاني ريفيرا لاعب كرة قدم إيطالي.
- 18 أغسطس – روبيرتو روزاتو لاعب كرة قدم إيطالي.

### سبتمبر
- 1 سبتمبر – جورجيو أورسي درّاج طريق إيطالي.
- 8 سبتمبر – لوتشيانو دالا بونا درّاج طريق إيطالي.
- 17 سبتمبر – سيرجيو فيراري لاعب كرة قدم إيطالي.
- 24 سبتمبر – أنطونيو تابوكي
- 27 سبتمبر – الأمير أميديو، دوق أوستا رائد أعمال إيطالي.

### أكتوبر
- 6 أكتوبر – أوتافيو بيانكي لاعب كرة قدم إيطالي.

### نوفمبر
- 1 نوفمبر – سلفاتور أدامو
- 6 نوفمبر – جوزيبي مورا ملاكم إيطالي.
- 13 نوفمبر – روبيرتو بونينسيغنا لاعب كرة قدم إيطالي.

## وفيات

### سبتمبر
- 13 سبتمبر – أوغو كافالليرو (مواليد 1880)